# Саморегульована організація
Саморегулівна організація (СРО) – це некомерційна організація, яка засновується на членстві, створюється з метою саморегулювання та об'єднує суб'єктів підприємницької діяльності, на основі єдності певної галузі виробництва товарів (робіт, послуг), або ринку  товарів (робіт, послуг), або яка об'єднує суб'єктів за певним видом професійної діяльності.

## Історія СРО
Вперше поняття «саморегульована організація» (self-regulatory organization)  було використане у законодавстві США за часів політики Нового курсу Т. Рузвельта. У ті часи створення таких організацій передбачалося Законом про ринок цінних паперів (Securities Exchange Act of 1934), відповідно до якого асоціаціям учасників ринку цінних паперів, національним фондовим біржам, Муніципальному правлінню з регулювання ринку муніципальних цінних паперів та зареєстрованим кліринговим агенціям надали статус СРО.  Закон про фінансові послуги Великої Британії (втратив чинність) вживав поняття «self-regulating organization», та визначав, що інвестиційну діяльність регулюють СРО, які у зв’язку з цим видають правила, які є обов’язковими для осіб, які є членами таких організацій або підзвітні їм . Але слушною є думка С. А. Зинченко, яка зазначає що  «законодавче вживання саме терміна «саморегулівна організація» в названих країнах обмежується лише сферою фінансових послуг та регулювання ринку цінних паперів» . Однак можна зауважити, що дані організації можуть існувати також і в інших галузях підприємництва, проте зазначений термін щодо них не використовується законодавством згаданих країн.
У постсоціалістичних країнах можна побачити дещо іншу ситуацію. Інститут СРО був запозичений і утворений у різних  сферах підприємництва, що стало наслідком того, що терміна «саморегулівна організація» почав вживатись в багатьох галузевих законодавчих актах. Тому можна прослідкувати тенденцію: організації вважаються саморегулівними, якщо галузевим законодавством передбачено можливість утворення СРО та встановлені певні вимоги до них. А організації, які хоча й мають схожість із СРО, але утворені в інших галузях, такого статусу не мають.
Досить важливою є думка багатьох вчених, які зазначають, що «проблема відмежування СРО від інших подібних їм організацій не повинна зводитися тільки до аналізу чинного законодавства з погляду наявності чи відсутності в ньому вказівки на надання певним організаціями статусу СРО». Тому необхідно з’ясувати критерій, який буде універсальним для відмежування СРО від звичайних непідприємницьких товариств.

## Ознаки
Ознаки саморегулівних організацій:
- організація об’єднує членів на основі добровільності;
- членами є  професіонали певної сфери діяльності;
- тісний зв'язок з державою, який проявляється у тому, що організація виконує частину повноважень, делегованих державою;
- функції — створення стандартів, норм, правил, притягнення до відповідальності учасників-порушників (саморегулювання);
- можливість створення органів, які контролюватимуть дотримання правил, стандартів та норм;
- відповідальності членів СРО (як індивідуальна, так і колективна).

Досить важливою є мета утворення таких організацій. Перші СРО були організаціями у галузі медицини, реклами, адвокатури тощо, вони мали подвійну мету: з одного боку, дані організації створювались для захисту інтересів і прав споживачів товарів (робіт або послуг) членів СРО. Для реалізації даної мети були встановлені додаткові норми, правила і підвищені стандарти діяльності, утворені фонди для відшкодування шкоди тощо. З іншого боку, для підвищення конкурентоспроможності та захисту їх ділової репутації на ринку, адже у такий спосіб забезпечувалися й інтереси самих членів СРО. Тому мета СРО полягає не тільки у здійсненні «регулювання для регулювання», а й у встановленні підвищених стандартів, додаткових правил, норм діяльності для їх членів і контролю за їх дотриманням з метою забезпечення ділових інтересів членів СРО та задоволення інтересів споживачів .

## Класифікація
До основних видів саморегулівних організацій можна віднестисти наступні:
- Національні організації. Дані організації можуть заявляти свої права на представництво інтересів професійного світу, наприклад,  пов’язаного з ринком цінних паперів тієї чи іншої країни. Наприклад, у США це National Association of Securities Dealers (NASD) — Національна асоціація дилерів з цінних паперів, у Японії — Japan Securities Dealers Association (Японська асоціація інвестиційних дилерів) тощо.
- Міжнародні організації (наприклад, Міжнародна організація фондових бірж, Міжнародна організація комісій з цінних паперів (IOSCO).

## Функції
До обов’язкових функцій належать:
- нормотворча;
- контрольна;
- пунітивна.

Нормотворча функція означає, що СРО приймаються і  затверджуються стандарти діяльності, правила, норми, які регулюють діяльність суб’єктів підприємництва. Такі правила спрямовані на регулювання не лише відносини між самою організацією та її, а й між членами СРО та споживачами їх робіт (товарів або послуг), які складаються у процесі здійснення членами СРО своєї професійної діяльності та/або підприємницької. Проте, якщо правила організації передбачають виключно регулювання діяльності її працівників або внутрішніх структурних органів, прав і обов’язків її членів, то таку організацію не можна вважати саморегулівною.
Контрольна функція знаходить свій прояв у забезпеченні з боку членів СРО контролю за дотриманням прийнятих нею норм, правил і стандартів діяльності. Оганізація не може вважатися саморегулівною за відсутності такого контролю.
Пунітивна функція проявляється у тому, що особи, які порушують встановлені правила, стандарти та норми, притягуються до відповідальності.  У локальних актах, що приймаються СРО, встановлюється перелік санкцій.
До факультативних функцій можна віднести такі:
- реалізація процедури позасудового (приватного) розгляду спорів між СРО і її членами та скарг на їх діяльність осіб, які використовують їх товари, роботи або послуги. У країнах, де існують СРО вже давно, при СРО існує  спеціальний орган — Омбудсман, який може бути як одноособовим, так і колегіальним та покликаний реалізовувати дану функцію [4];
- для відшкодування збитків, завданих споживачам товарів, робіт або послуг створюються спеціальні механізми. До способів захисту інтересів споживачів товарів (робіт або послуг) членів СРО може бути утворення  майнових фондів з метою відшкодування збитків; створення системи колективного страхування професійної відповідальності членів СРО тощо;
- представництво інтересів членів СРО у відносинах з певними органами державної влади та місцевого самоврядування, у тому числі в суді, а також  із іншими учасниками цивільного обороту [4].

## Дослідження саморегулівних організацій вУкраїні
У вітчизняній науці проблемам статусу СРО присвячено небагато досліджень. Зокрема, це публікації І. М. Кучеренко, О. В. Кологойди, О. Ю. Тичкової, М. М. Слюсаревського та деяких інших вчених. 